# Hasdrúbal el Navarc
Hasdrúbal (grec antic: Ἀσδρούβας, llatí: Hasdrubal), anomenat el Navarc, fou un almirall cartaginès de la Segona Guerra Púnica.
Aquest Hasdrúbal, esmentat per Titus Livi i Apià, comandava una flota cartaginesa a l'Àfrica el 203 aC que va atacar un esquadró romà sota Gneu Octavi, el qual, malgrat tot, va arribar a la costa cartaginesa. Més tard, Hasdrúbal també va atacar una quinquerrem romana en la qual viatjaven uns ambaixadors enviats per Escipió quan tornaven al seu camp, cosa contrària a la llei de l'època; amb tot, els ambaixadors van poder arribar a terra.